# Покровский (Бавлинский район)
 Покровский  — поселок в Бавлинском районе Татарстана. Входит в состав Покровско-Урустамакского сельского поселения.

## География
Находится в юго-восточной части Татарстана на расстоянии приблизительно 14 км по прямой на юг-юго-восток от районного центра города Бавлы у речки Ваешур.

## История
Основан в 1920-х годах.

## Население
Постоянных жителей было: в 1926 году — 125, в 1938—130, в 1949 — 91, в 1958 — 71, в 1970 — 95, в 1979 — 56, в 1989 — 37, в 2002 − 49 (русские 35 %, удмурты 57 %), 47 в 2010.